# Marginocèfals
Els marginocèfals (Marginocephalia) son un subordre de dinosaures ornitisquis que inclou els cap-gruixuts paquicefalosàurids, i els banyuts ceratops. Tots eren herbívors, caminaven sobre dues o quatre potes i es caracteritzaven per presentar una cresta o volant ossamentós a la part posterior del crani.
El clade va evolucionar al període Juràssic, i va esdevenir comú al Cretaci superior.

## Taxonomia
CLADE HETERODONTOSAURIFORMES
- Família Heterodontosauridae
- SUBORDRE MARGINOCEPHALIA
  - Infraordre Pachycephalosauria
  - Infraordre Ceratopsia
    - Yinlong
    - Chaoyangsaurus
    - Família Psittacosauridae
    - Neoceratopsia
      - Liaoceratops
      - Archaeoceratops
      - Família Leptoceratopsidae
      - Coronosauria
        - Família Protoceratopsidae
        - Família Ceratopsidae